# 航空航天博物馆列表
这是全世界的航空航天博物馆以及包含有明显的航空航天展览内容的博物馆列表，列表是按国家英文名及博物馆的名称的字母排序。

## 阿富汗
- OMAR地雷博物馆

## 阿根廷
- 阿根廷海軍航空博物館（Argentine Naval Aviation Museum），布蘭卡港
- 國家航空博物館（Museo Nacional de Aeronautica），莫龍

## 澳大利亚
- 澳洲國家航空博物館（Australian National Aviation Museum），維多利亞省墨爾本
- 航空文化博物館（Aviation Heritage Museum），達爾文
- 國家越南退伍軍人博物館（National Vietnam Veteran's Museum），菲利普島（Philip Island, Victoria）
- 瑙拉航空博物館（Nowra Aviation Museum），瑙拉（Nowra, New South Wales）
- 昆士蘭航空博物館（Queensland Air Museum），卡羅旺德拉（Caloundra, Queensland）
- 澳大利亞皇家空軍湯斯維爾博物館（RAAF Base Townsville Museum），湯斯維爾（Townsville, Victoria）
- 澳大利亞皇家空軍博物館（RAAF Museum）
- 特莫拉航空博物館（Temora Aviation Museum），特莫拉（Temora, New South Wales]）
- 沃加沃加澳大利亞皇家空軍博物館（Wagga Wagga RAAF Museum），沃加沃加

## 比利时
- 皇家軍隊與軍事史博物館，布魯塞爾

## 柬埔寨
- 暹粒市戰爭博物館（Siem Reap War Museum），暹粒市

## 加拿大
- 加拿大航空航天博物馆（Canada Aviation and Space Museum）, 渥太华, 安大略省

## 中国大陆(不含港澳)
- 广州民航职业技术学院博物馆（Aviation Museum of Guangzhou Aviation Technology Institute），广州市
- 中国航空博物馆（China Aviation Museum），北京市昌平区小汤山
- 中华航天博物馆，北京市丰台区东高地
- 民航博物馆（俄语：Китайский музей гражданской авиации），北京市朝阳区崔各庄地区
- 北京航空馆（Beijing Aviation Museum），北京市海淀区
- 中国人民革命军事博物馆（Military Museum of the Chinese People's Revolution），北京
- 沈飞航空博览园（Shenyang Aircraft Corporation Museum），沈阳市

## 芬兰
- 芬兰航空博物馆

## 希臘
- 雅典希臘民航博物館
- 雅典雅典戰爭博物館

## 冰島
- Akureyri冰島民航博物館

## 印度
- 班加羅爾HAL博物館
- Palam印度空軍博物館

## 伊朗
- 伊朗空軍博物館
- 德黑兰军事博物馆, 德黑兰

## 以色列
- 海法海法空軍博物館

## 日本
- 所泽航空发祥纪念馆（Tokorozawa Aviation Museum）,埼玉县（Saitama）所泽市（Tokorozawa）
- 航空科学博物馆（Museum of Aeronautical Sciences）, 千叶县芝山町（Shibayama）
- 各务原航空宇宙科学博物馆（Kakamigahara Air Museum）, 岐阜县各务原市（Kakamigahara）
- 交通科学博物馆（Modern Transportation Museum）, 大阪府大阪市（Osaka），已於2014年4月閉館
- 石川县立航空广场（Ishikawa Aviation Plaza）, 石川县小松市（Komatsu）

## 馬來西亞
- 马来西亚空军博物馆, 吉隆坡

## 波蘭
- 波兰航空博物馆（Polish Aviation Museum）, 克拉科夫（Kraków）

## 台湾
- 航空科學館（Aviation Museum）, 桃園市大園區，因第三航廈工程已於2014年10月閉館
- 空軍軍史館（ROC Air Force Museum）, 高雄市岡山區

## 俄羅斯
- 中央空軍博物館

## 韩国
- 韩国战争纪念馆, 首爾
- 濟州航空宇宙博物館, 濟州特別自治道

## 泰國
- 皇家泰國空軍博物館（Royal Thai Air Force Museum）, 曼谷（Bangkok）

## 美国
- 美國太空和火箭中心（U.S. Space & Rocket Center），亨茨維爾
- 加州科學中心（California Science Center），洛杉磯
- Flight Path教育展示中心（Flight Path Learning Center & Museum），洛杉磯
- 中途島號博物館（San Diego Aircraft Carrier Museum），聖地牙哥
- 洋基航空博物館（Yanks Air Museum），奇諾
- 科學與工業博物館（Museum of Science and Industry），芝加哥
- 美國航線歷史博物館（Airline History Museum），堪薩斯城
- 無畏號海、空暨太空博物館（Intrepid Sea-Air-Space Museum），紐約
- 堪薩斯航空博物館 ( Kansas Aviation Museum )，威奇托
- 史蒂文·烏德沃爾哈齊中心（Steven F. Udvar-Hazy Center），費爾法克斯郡
- 奧林匹克飛行博物館（Olympic Flight Museum），奧林匹亞
- 美國國家航空航天博物館（National Air and Space Museum），華盛頓哥倫比亞特區
- 皮马航空航天博物馆（Pima Air & Space Museum），亚利桑那州图森市

## 越南
- 越南军事历史博物馆（Viet Nam Military History Museum）, 河内（Hanoi）